# Rodrigo Cubero Brealey
Rodrigo José Juan Cubero Brealey (San José, 19 de julio de 1968) es un economista, administrador de empresas y abogado costarricense. Ha ocupado importantes puestos en el Fondo Monetario Internacional y otros organismos. Se desempeñó como Presidente Ejecutivo del Banco Central de Costa Rica, durante la Administración Alvarado Quesada.
Obtuvo su Bachillerato en Administración de Negocios en la Universidad Autónoma de Centroamérica (1991), Bachillerato y Licenciatura en Derecho en la Universidad de Costa Rica (1991-1992), su Posgrado y Maestría en Economía de la Universidad de Essex (1993-1994), y, finalmente, su Doctorado en Economía en la Universidad de Oxford (2005).